# Iuka, Mississippi
Iuka este o localitate, municipalitate și sediul comitatului Tishomingo, statul Mississippi, Statele Unite ale Americii. GR6. Woodall Mountain, cel mai înalt punct din statul Mississippi, se găsește foarte aproape de Iuka.

## Transporturi

### Drumuri importante
- U.S. Highway 72
- Mississippi Highway 25

### Căi ferate
- Norfolk Southern Railway
- Kansas City Southern Railway

### Aeroporturi
- Iuka Airport

## Sănătate
- Spitalul Iuka